# 金色のコルダ3
『金色のコルダ3』（きんいろのコルダ3）は、2010年2月25日にコーエー（現コーエーテクモゲームス）からPS2用とPSP用が同時発売された女性向け恋愛シミュレーションゲーム。2013年9月19日に音声をフルボイス化し新規イベントとスチルを追加した『金色のコルダ3 フルボイス Special』がPSPパッケージ版とダウンロード版で発売された。また、主人公が他校に編入するパラレルストーリー『金色のコルダ3 AnotherSky』が3タイトルで発売され、2014年4月から6月までテレビアニメが放送された。2016年に続編『金色のコルダ4』も発売。

## 概要
前作の『金色のコルダ』から8年が経過した設定。担当声優の大半が引き続き起用されているが、登場人物は一新した。また、学院内で起こる出来事や恋愛がメインだった前作と異なり、今回は同校の生徒に留まらず、全国から集まる他校のライバル達との交流が追加され、攻略も可能となっている。

## ストーリー
主人公・小日向かなでは、小さい頃からヴァイオリンを習いながらも、思うように弾けず伸び悩む日々を送っていた。
ある日、出場した発表会での演奏後、彼女に一通の手紙が渡される。差出人不明のそれに書かれた言葉により、触発された主人公は、幼馴染が通う音楽教育で名高い星奏学院への転校を決意。もう1人の幼馴染と共にオーケストラ部に入り、選抜を勝ち抜き、室内楽部門の全国優勝を目指すことになった（本編・アニメ）。
故郷を離れ、新たな学校でヴァイオリンを学び直す決意をした主人公はヴァイオリン教室の先生に勧められ神南高校への転校を決意、管弦楽部に入部し、全国音楽コンクールの優勝を目指すことになった（AnotherSky神南編）。
祖父の勧めで仙台に遊びに行った主人公はのびのびと演奏する少年と出会う。彼に触発された主人公は彼の通う至誠館高校への転校を決意するが、彼の所属する吹奏楽部は多数派のブラスバンド部と分裂、廃部の危機を救うために、コンクールでの優勝を目指すことになった。（AnotherSky至誠館編）

## 登場人物

### 主要人物

#### 主人公
小日向 かなで（こひなた かなで）
声 - 高木礼子
身長155cm。
主人公（名前変更可能）。音楽科2年、クラスはB組。（『AnotherSky』至誠館編では7組、他はクラスの設定は特にない）。ヴァイオリン専攻。
素直で人好きのする性格。音楽面にも癖のなさが表れており、その無個性な音を欠点と忠告する声に刺激を受け、自分にとっての音楽を真剣に模索するために各校に転校する決意をする。
仲間に振る舞えば絶賛されるほどの料理上手で、裁縫なども得意だが、苦手な作業では不器用になる。
実家（長野方面）で暮らす祖父はヴァイオリン工房で楽器制作を行っており、主人公と如月兄弟が長年使い続けている愛器も、彼の作品である。
趣味は蜂蜜やジャムなどの可愛いビンを眺めることと集めること。特技は他者の表現力を吸収し自分の表現にできること。

#### 星奏学院
1947年に設立された神奈川県横浜市中区にある私立の共学校。生徒数は750人。音楽科と普通科が併設されている。以下の4人はオーケストラ部所属。
系列校に星奏学院大学と星奏学院大学院がある。
如月 響也（きさらぎ きょうや）
声 - 福山潤
身長174cm。3月31日生まれ。おひつじ座。A型。
音楽科2年、クラスは主人公と同じB組。（『AnotherSky』天音学園編では横浜天音学園の音楽科2年）。ヴァイオリン専攻。主人公の幼馴染。
主人公を心配した彼女の祖父の計らいで、一緒に星奏に転校させられる羽目となった。（『AnotherSky』神南・至誠館編では主人公も地元を離れ、響也一人では心配だから兄である律のところに行った方が安心だという理由。天音学園編では主人公と一緒に横浜天音学園に転校する）。当初は不服を漏らしていたものの、部の仲間達とアンサンブルを作り上げていく過程で、目的のために結束する楽しさに目覚める。
幼馴染の主人公のドジを先読みする癖があり、呆れながらも何かと世話を焼いている。
聴覚と視覚が連鎖し、全部の音に色がついて見える共感覚の持ち主でもある。趣味はサイクリング。
家族構成は祖父母と両親と兄の律で、建築家の父の仕事の都合で両親は海外に渡航している。
如月 律（きさらぎ りつ）
声 - 小西克幸、幼少期 - 斉藤佑圭
身長178cm。6月6日生まれ。ふたご座。A型。
音楽科3年、クラスはA組。ヴァイオリン専攻。オーケストラ部部長。主人公の幼馴染で響也の兄。
一昨年、全国学生音楽コンクールのヴァイオリンソロ部門で優勝。昨年もソロで出場したが、不慮の事故による怪我が原因で辞退した。他人の心の機微に疎く、何事に対しても理性的に解釈しようと努める。
音楽の調和の質を高めるためならば厳しい言動も辞さず、妥協を許さない性格だが、部員想い。仲間が秘める力を信じ、主人公に対しても根気強く時間を割いて指導する。
趣味は熱帯魚の飼育。特技はヴァイオリンの製作と修復。
榊 大地（さかき だいち）
声 - 内田夕夜
身長184cm。12月29日生まれ。やぎ座。O型。
普通科3年、クラスは2組。担当楽器はヴィオラ。オーケストラ部副部長。女性を分け隔てなく好み、気軽に甘い言葉を贈る軟派な面がある一方、仲間達や部員には頼もしい兄貴分として振る舞う懐の広さも示す。
外科医志望で医大の受験を控えており、コンクールとの両立を周囲から心配されるが、律と同じくアンサンブルでの全国制覇を夢見て練習に励んでいる。
オーケストラ部唯一の普通科の部員であり、星奏学院の入試の日にオーケストラ部に入るために受験していた律のヴァイオリンの音を聞き惹かれたことで入学と入部を決めており、律とは親友の間柄である。
趣味はアコースティックギター。特技は怪我の手当てで、特に包帯を巻くのが得意。
家族構成は両親と一人っ子で豆柴のモモを飼っており、父は市内の山手にある「榊医院」を営んでいる開業医で、律もそこで腕を定期的に診てもらっている。
水嶋 悠人（みずしま はると）
声 - 水橋かおり
身長162cm。5月4日生まれ。おうし座。B型。
音楽科1年、クラスはA組。チェロ専攻。至誠館の水嶋新の従兄で、天音学園の七海宗介とは幼馴染。
常に自己研鑚を怠らず、他人にも同じように努力を求める。
家族構成はと祖父母と母方の祖父母と両親と叔母と猫とにわとりなどの大家族の一人っ子で、祖父は「水嶌神社」の宮司、父は会社員。

#### 至誠館高校
1903年に設立された宮城県仙台市青葉区にある公立（県立）の男子校（進学コースは共学）。生徒数は900人。普通科のみ。
吹奏楽部はブラスバンド部と分裂して部員は5名しかいない。
八木沢 雪広（やぎさわ ゆきひろ）
声 - 伊藤健太郎
身長173cm。9月3日生まれ。おとめ座。O型。
3年。クラスは1組（国立文系）。吹奏楽部部長。担当楽器はトランペット。細々と気が利き、仲間想いで穏やかで優しい性格だが、非常に意志が強く、音楽指導の場では容赦のない一面も併せ持つ。
神南高校の東金千秋とは幼馴染にあたる。
趣味は百人一首とロッククライミング。実家が和菓子屋を営んでいる関係から、特技は和菓子作り。
家族構成は祖母と両親と弟と妹二人の四人兄弟の一番上で、ペットに文鳥と九官鳥を飼っている。
火積 司郎（ほづみ しろう）
声 - 森田成一
身長181cm。7月8日生まれ。かに座。A型。
2年。担当楽器はトランペット。眉間にバツ印の傷跡がある。
昨年、自分が起こした暴力事件の影響で吹奏楽部が大会出場停止の処分を受けた責任を痛感している。その際、部に残れるように庇ってくれた八木沢を心から尊敬しており、彼のためにも全国制覇を目指す。
厳つい外見や言葉遣いで恐れられがちだが、内面は至って真面目で優しい性格。自身の演奏技術上達のため走り込みや腹筋等のトレーニングを一切惜しまない努力家。
趣味はスノーボード。特技は長距離走。
家族構成は両親と妹で、父親は名の通った陽気なロックミュージシャン（ギタリスト）で、妹とは年が離れている。
水嶋 新（みずしま あらた）
声 - 岸尾だいすけ
身長185cm。12月3日生まれ。いて座。B型。
1年。担当楽器はトロンボーン。星奏学院の水嶋悠人の従弟。帰国子女で、笑顔を絶やさない朗らかな性格。感情に素直でコントロールも難しいため、練習の成果には大きなムラが出る。
『AnotherSky』至誠館編では主人公の転校のきっかけを作ることになる。
趣味はスポーツカイトと携帯カメラ。特技はメールの早打ちで、「音速打ちの新」と呼ばれている。
家族構成は両親の一人っ子で、営社に勤める父の仕事の関係でブラジルにいた頃は使用人家族も含めた大家族で暮らしていた。

#### 神南高校
1948年に設立された兵庫県神戸市東灘区にある私立の共学校。生徒数は2200人。裕福な家の子弟が多く通うことからセレブリティな学び舎として知られる。普通科のみ。
系列校に初等部・中等部・大学・医科大学・大学院があり、東金と土岐は内部進学している。
東金 千秋（とうがね ちあき）
声 - 谷山紀章
身長179cm。10月1日生まれ。てんびん座。B型。
3年。担当楽器はヴァイオリン。管弦楽部部長。昨年の全国ヴァイオリンソロ部門の覇者。幼稚園からの幼馴染で親友である相方の土岐と共に、共鳴胴のないサイレントバイオリン（アニメではエレキバイオリン）を愛用し、華やかな音を奏でる。
言葉を選ばない尊大な態度を取ることで周囲の反発を招く一方、本質を見抜く目に優れ、主人公の演奏の弱点を的確に突く。
巨万の富を築いた一族の御曹司だが、金銭面で親に頼ることを嫌い、中学時代から自己才覚で運用した株（叔父名義）の利益を遊びの資金源にしている。
趣味はヨットと資産運用とクレー射撃。特技は小型特殊と2級船舶免許所持。
家族構成は両親と兄二人の三人兄弟の末っ子で、ゴルフ場ほどの広い敷地内にある豪邸に住んでいる。
土岐 蓬生（とき ほうせい）
声 - 石川英郎
身長183cm。8月21日生まれ。しし座。AB型。
3年。担当楽器はヴァイオリン。管弦楽部副部長。関西弁で話す。楽しめるものが好きで、主人公の反応を面白がってからかうことも多い。疲労を理由に、よく日陰で昼寝をしている。
幼少期から身体が弱く入退院を繰り返す生活を送っていたことから小学校の時に出席日数が足りず留年しており、同級生の東金より1歳年上。そのため、誕生日前に行われるセミファイナル前から普通自動車を運転している。
4ではヴァイオリン担当が多いことを理由に、合奏団に参加している間はヴィオラを担当している。
趣味は都都逸。特技は三味線。どちらも祖父の影響である。
家族構成は両親の一人っ子で、両親は周囲の反対を押し切って駆け落ちし、結婚している。母がイタリア料理屋（トラットリア）を経営している事から息子である彼もイタリア料理の腕には自信がある。父は公務員。

#### 横浜天音学園高校
2009年に星奏と同じ神奈川県横浜市中区に新設された私立の共学校。生徒数は90人。音楽科のみ。
系列校に横浜天音学園中等部と北海道函館市にある函館天音学園があり、1985年設立の函館校を本校としている。
冥加 玲士（みょうが れいじ）
声 - 日野聡、幼少期 - 進藤尚美
身長188cm。11月14日生まれ。さそり座。A型。
3年。ヴァイオリン専攻。室内楽部部長。数々の国際コンクールで優勝しているヴァイオリニストだが、7年前のコンクールで主人公に絶望を味わわされた過去を忘れられず、磨き抜いた自分の音楽で主人公への雪辱を果たすことだけに執念を燃やす。
幼少期に車の事故で両親を亡くしており、唯一の肉親である妹と2人で生き残るべく、後にアレクセイの養子となった。
趣味はチェスと瞑想。特技は海外生活が長かったことからロシア語とドイツ語（日常会話程度）。
天宮 静（あまみや せい）
声 - 宮野真守
身長171cm。2月20日生まれ。うお座。B型。
3年。ピアノ専攻。師匠でもあるアレクセイに指摘された「演奏に欠ける要素」を得るため、偶然出会った主人公との親交を図り、お互いが成長するための契約を交わす。
以前は天音学園の本校に通っていたが、冥加に呼ばれて横浜校に転入した。
趣味は町の散策。特技はピアノの調律と速読。
家族構成は姉のみで両親とは死別しているが、本人には家族に関する記憶はなくアレクセイから聞いた程度でしか知らない。
七海 宗介（ななみ そうすけ）
声 - 増田ゆき
身長164cm。1月27日生まれ。みずがめ座。A型。
1年。チェロ専攻。学費免除の特待生として入学が叶ったものの、チェロの演奏に全く自信を持てない気弱な性格。
大切な相棒の楽器を捨てかけた矢先、思い留まるように諭してくれた主人公に恩義を感じ、冥加が唯一の宿敵と認めている彼女を慕い始める。
冥加に酷く言われて現在の性格になったものの、天音学園に入学する前までは明るく元気な少年だった。
星奏学院の水嶋悠人とは幼馴染で、子供の頃は同じチェロ教室へ通っていた。彼の従弟にあたる至誠館の水嶋新とも面識があり、仲が良い。
趣味はリクガメ（ギリシャリクガメ）の飼育。実家が中華料理屋を営んでいるため、特技はどんな点心でも作れること。
家族構成は祖父と両親の一人っ子。

### 『金色のコルダ3 AnotherSky』からの攻略可能キャラクター
ニア / 支倉 仁亜（はせくら にあ）
声 - 佐藤朱
身長165cm。4月15日生まれ。おひつじ座。血液型は不明。
星奏学院普通科2年。報道部所属。ニアと呼ばれることを好む。ミステリアスで、どこか猫に似ている。
主人公が入寮した菩提樹寮の隣室に住んでおり、主人公が入寮するまでは唯一の女子の寮生だった。
アレクセイの姪で、彼の義理の息子の冥加は義理の従兄にあたる。函館天音学園のソラは双子の兄。
両親は海外で結婚したが、4歳の時に事故で死別。その際に母方の伯父であるアレクセイに引き取られた。
過去にはピアノを弾いていたが、現在は音楽そのものから離れている。
『AnotherSky』の函館天音学園編のみピアノ担当でコンクールに参加しており、函館天音学園の生徒として登場する。
趣味は天体観測。特技は占い。
家族は双子の兄のソラ。
氷渡 貴史（ひど たかふみ）
声 - 三浦祥朗
身長178cm。6月29日生まれ。かに座。A型。
横浜天音学園高校2年。チェロ専攻。冥加を崇拝しており、陰気でプライドが高い。
趣味はシルバーアクセサリー集め。特技はリコーダー。
家族構成は両親と姉。
芹沢 睦（せりざわ むつみ）
声 - 細谷佳正
身長177cm。10月27日生まれ。さそり座。A型。
神南高校2年。担当楽器はピアノ。控えめで落ち着いた物腰の青年。華やかな東金と土岐を陰で支えている。
趣味は神社仏閣めぐり。特技は紅茶を入れることと柔道で、紅茶は東金の影響で入れるのが上手い。
家族構成は両親の一人っ子。

### サブキャラクター
アレクセイ・ジューコフ
声 - 堀内賢雄
身長182cm。42歳。2月6日生まれ。みずがめ座。A型。
天音学園高校理事長。世界で活躍するロシア人の指揮者。
音楽の才能に秀でた者を集め、学園を創立した。対象に関係なく最上の存在のみを愛し、少しでも劣るものを切り捨てる。
趣味はトランプで塔を作ること。特技はダーツ。
御影 諒子（みかげ りょうこ）
声 - 大原さやか
身長170cm。26歳。10月13日生まれ。てんびん座。A型。
天音学園高校理事。眼鏡と口元のほくろが特徴の美女。
趣味は水泳。特技はセスナ操縦。
謎の少女 / 冥加 枝織（みょうが しおり）
声 - 清水理沙
身長153cm。3月10日生まれ。うお座。A型。
主人公と友達になった可憐な少女。後に冥加の妹とわかる。天音学園中学校2年。
趣味はポプリ作り。特技はレース編み。
狩野 航（かのう わたる）
声 - 岡本寛志
身長159cm。9月30日生まれ。てんびん座。O型。
至誠館高校3年。吹奏楽部副部長。担当楽器はチューバ。明るく賑やかな性格。
趣味はオンラインゲーム。特技は早食い。
伊織 浩平（いおり こうへい）
声 - 山本圭一郎
身長171cm。5月19日生まれ。おうし座。A型。
至誠館高校2年。クラスは2組。担当楽器はホルン。おっとりした性格で、喋る声がとても小さい。
火積の暴力事件は彼を庇ったことが原因であるが、火積から口止めされているため吹奏楽部のメンバーに言えないことに悩んでいる。なお、アニメでは大会前日に話している。
趣味は釣り。特技は漢字検定。
円城寺 阿蘭（えんじょうじ あらん）
声 - 千葉進歩
身長182cm。8月5日生まれ。しし座。B型。
東京都台東区にある関東芸術大学付属高校音楽科2年。音楽部部員。軽薄で陽気な人物だが、ヴァイオリンの腕は優秀。
趣味は部活の皆と遊びに行くこと。特技はラテンダンス。
円城寺 冴香（えんじょうじ さえか）
声 - 峯香織
身長170cm。8月2日生まれ。しし座。O型。
長崎県長崎市にあるサンセシル女学院音楽科3年。管弦楽部部長。フルート専攻だが、ヴァイオリンも弾きこなす。
関芸大付属の阿蘭の姉。誇り高く、気丈な性格であり、「九州の女帝」といわれている。現在は長崎の寮に住んでおり、実家は東京にある。
趣味は乗馬。特技は生け花。
火原 和樹（ひはら かずき）
声 - 森田成一
身長178cm。12月12日生まれ。25歳。いて座。B型。
前作の登場人物。星奏学院オーケストラ部OB。現在は仙台市で中学校の教師をしている。八木沢の恩師。
趣味は人と話をすることと楽しいことを探すこと。特技は誰とでも仲良くなれること。
衛藤 桐也（えとう きりや）
声 - 日野聡
身長179cm。3月30日生まれ。22歳。おひつじ座。B型。
前作の登場人物。世界を舞台に活躍する新進気鋭のヴァイオリニスト。
コンクールのプレゼンターとして招待され一時帰国しており、火原と一緒に全国大会の応援に駆けつける。
趣味は自転車とマリンスポーツとゲーム。特技は英語。
吉羅 暁彦（きら あきひこ）
声 - 内田夕夜
1月3日生まれ。やぎ座。
前作の登場人物。星奏学院理事長。アニメにのみ登場。
月森 蓮（つきもり れん）
声 - 谷山紀章
4月24日生まれ。おうし座。
前作の登場人物。世界で活躍するヴァイオリニスト。アニメと4に登場。
東金源一（とうがね げんいち）
声 - 銀河万丈
身長185cm。58歳。12月29日生まれ。やぎ座。O型。
東金千秋の父。大手鉄鋼メーカーの役員と銀行の頭取を兼任する経済界の大物。
クラシック原理主義者でサイレントバイオリンの作られた音色を認めておらず、一昨年のコンクールでは息子の演奏に全て0点をつけた。
趣味は観劇とコンサート鑑賞。特技はヴァイオリンで、過去に息子に教えていた。弟がいる。

### 『金色のコルダ3 AnotherSky』追加キャラクター
長嶺 雅紀（ながみね まさのり）
声 - 保村真
身長187cm。1月10日生まれ。やぎ座。AB型。
至誠館高校の3年生。ブラスバンド部部長でホルン奏者。『AnotherSky』至誠館編で、主人公が下宿している寺の一人息子。
元吹奏楽部で、八木沢とは中学から暴力事件前まで同じ部に所属しており、親友同士だった。
趣味はバイクで、普通二輪の免許を持っている。特技は読経。
家族構成は両親の一人っ子。
ソラ / 支倉 宇宙（はせくら そら）
声 - KENN
身長165cm。4月15日生まれ。おひつじ座。血液型は不明。
函館天音学園の2年生。フルート担当。コンビニ「ハラショー」でアルバイトをしている。
ニアの双子の兄。両親と死別した際は父方の伯父に引き取られた。
趣味は特にない。特技はロシア語。
家族構成は双子の妹のニア。
トーノ / マルトノ
声 - 前野智昭
身長180cm。誕生日と血液型は不明。
函館天音学園の2年生。チェロ担当。楽器店でアルバイトをしている。
オクターヴではマルトノという名前で登場している。
趣味は読書。特技は日曜大工とラテアート。家族はいない。
碓氷穂乃香（うすい ほのか）
声 - 桑島法子
身長164cm。9月16日生まれ。おとめ座。AB型。
星奏学院の音楽科の3年生。オーケストラ部所属のフルート専攻。知的で気品のある美人。
江波紫音（えなみ しおん）
声 - 菅沼久義
身長157cm。
至誠館の2年生。クラスは3組（私立文系）。ブラスバンド部所属で担当楽器はトランペット。冷たい印象の美少年。
照辺一寿（てるべ かずとし）
声 - 赤羽根健治
身長172cm。
至誠館の1年生。クラスは特進コース（男女共学）。ブラスバンド部所属で担当楽器はトランペット。特進コースに在籍するお調子者。
目時文吾（めじ ぶんご）
声 - 福原耕平
身長182cm。
至誠館の3年生。クラスは2組（国立文系）。ブラスバンド部所属で担当楽器はチューバ。体格が良く、その独特な風貌は高校生徒は思えぬ存在感を放っている。
阿藤啓太（あとう けいた）
声 - 阪口大助
身長175cm。
至誠館の3年生。クラスは4組（私立文系）。ブラスバンド部の副部長で担当楽器はトロンボーン。高圧的な態度で主人公達に接する。

### 『金色のコルダ4』追加キャラクター
須永 巧（すなが たくみ）
声 - 武内駿輔
身長180cm。25歳。3月13日生まれ。うお座。A型。
音楽科常務講師。星奏学院オーケストラ部の新顧問。専門はヴィオラ。星奏学院のOBで、柚木梓馬とはクラスメイトだった。前作の2では音楽科のヴィオラ専攻の3年生として登場していた。
趣味は表向きではビリヤードだが、実際は数独。特技はヴィオラが弾けること、自動車中型免許と中学校・高校音楽専修免許。
家族構成は両親の一人っ子。

### 『金色のコルダ4』サブキャラクター
小倉 宗一郎（おぐら そういちろう）
声 - 野島裕史
身長180cm。26歳。9月30日生まれ。てんびん座。O型。
星奏学院オーケストラ部の新副顧問。専門はヴァイオリン。星奏学院のOBで、在学中はオーケストラ部の部長をしており、須永と火原とは同級生だった。前作の無印と2では音楽科のヴァイオリン専攻の3年生として登場していた。
土浦 梁太郎（つちうら りょうたろう）
声 - 伊藤健太郎
前作の登場人物。海外で活躍している指揮者。

## 歴史
金色のコルダ3
2010年2月25日発売。PS2、PSP用ソフト。
金色のコルダ3 フルボイス Special
2013年9月19日発売。PSP用ソフト。
金色のコルダ3 AnotherSky feat.神南
2014年1月23日発売。PSP用ソフト。
金色のコルダ3 AnotherSky feat.至誠館
2014年3月27日発売。PSP用ソフト。
金色のコルダ3 AnotherSky feat.天音学園
2014年9月25日発売。PSP用ソフト。
金色のコルダ3 フルボイス Special
2015年2月26日発売。Nintendo 3DS用ソフト。
金色のコルダ4
2016年3月10日発売。PS Vita用ソフト。
金色のコルダ3 フルボイス Special
2018年9月20日発売。PS Vita用ソフト。
金色のコルダ3 AnotherSky feat.神南/至誠館/天音学園
2018年9月20日発売。PS Vita用ソフト。

## 漫画
- 呉由姫 『菩提樹寮のアリア〜金色のコルダシリーズ〜』 白泉社〈花とゆめコミックス〉、全4巻
- 呉由姫 『金色のコルダ Blue♪Sky』 白泉社〈花とゆめコミックス〉、全2巻
  1. 2014年4月4日発売 ISBN 978-4-592-19519-1
  2. 2014年8月5日発売 ISBN 978-4-592-19520-7
- 呉由姫 『金色のコルダ4 ─four─』 白泉社〈花とゆめコミックス〉、全1巻
  - 2017年12月5日発売 ISBN 978-4-592-19646-4

## 関連商品

### ドラマCD
- プロローグCD 金色のコルダ3 〜はじまりの夏〜 (KECH-1524)
- 金色のコルダ3 SS（スクールシリーズ） I 〜星奏学院〜 (KECH-1549)
- 金色のコルダ3 SS（スクールシリーズ） II 〜至誠館〜 (KECH-1550)
- 金色のコルダ3 SS（スクールシリーズ） III 〜神南〜 (KECH-1551)
- 金色のコルダ3 SS（スクールシリーズ） IV 〜天音学園〜 (KECH-1552)

### バラエティCD
- 金色のコルダ3 〜情愛（愛）の鼓動（パルス）〜 (KECH-1628/9)
- 金色のコルダ3 〜恋慕（こい）の歓喜（ハピネス）〜 (KECH-1631/2)
- 金色のコルダ3 AnotherSky feat.神南 (KECH-1679/80)
- 金色のコルダ3 AnotherSky feat.至誠館 (KECH-1681/2)
- 金色のコルダ3 AnotherSky feat.天音学園 (KECH-1683/4)
- 金色のコルダ4 JOYFUL（KECH-1761/2）
- 金色のコルダ4 JOYFUL2（KECH-1786/7）

### ヴォーカル集
- 金色のコルダ3 〜熱き心の調べよ〜 (KECH-1525)
- 金色のコルダ3 〜旋律は深く甘美く〜 (KECH-1553)

### 書籍
- 金色のコルダ3 コンプリートガイド（上） ISBN 9784775807668
- 金色のコルダ3 コンプリートガイド（下） ISBN 9784775807675
- 金色のコルダ3 メモリアルブック 完全設定資料集 ISBN 9784775807774
- 小説 金色のコルダ3 スクール・ラプソディー!　ISBN 9784047270718
- 金色のコルダ3 AnotherSky feat.神南 ガイドブック ISBN 9784775809068
- 金色のコルダ3 AnotherSky feat.至誠館 ガイドブック ISBN 9784775809075
- 金色のコルダ3 AnotherSky feat.天音学園 ガイドブック ISBN 9784775809402
- 金色のコルダ3 AnotherSky メモリアルブック 公式設定資料集 ISBN 9784775809419

## テレビアニメ
2014年4月から6月まで日本テレビにて『金色のコルダ Blue♪Sky』（きんいろのコルダ ブルー・スカイ）のタイトルで放送された。

### スタッフ
- 原作 - コーエーテクモゲームス「金色のコルダ3」
- 監修 - ルビーパーティー
- 総監督 - 於地紘仁
- 監督 - 名取孝浩
- シリーズ構成 - 大知慶一郎
- キャラクター原案 - 呉由姫
- メインキャラクターデザイン - 藤岡真紀
- 総作画監督 - 藤岡真紀、安田京弘、つなきあき
- プロップデザイン - 荒木弥緒
- 美術監督 - 坂本夏海
- 色彩設計 - 川上喜美
- 撮影監督 - 荻原猛夫
- 編集 - 近藤勇二
- 音楽プロデューサー - 渡辺一博、小嶋遼
- 音楽 - 亀山耕一郎
- 音響監督 - 菊田浩巳
- プロデューサー - 中谷敏夫、渡部智明、植野浩之、桐本篤、森川愛、前田憲志、中島マキ江、種岡智子、渡邉彩子
- アニメーションプロデューサー - 皆川護
- アニメーション制作 - TYOアニメーションズ
- 製作著作 - 星奏学院オーケストラ部（日テレ、VAP、コーエーテクモゲームス、白泉社）

### 主題歌
オープニングテーマ
「WINGS TO FLY」
作詞 - 石川絵理 / 作曲・編曲 - 島崎貴光 / 歌 - Maestro Fields［如月響也（福山潤）、如月律（小西克幸）、八木沢雪広（伊藤健太郎）、東金千秋（谷山紀章）、冥加玲士（日野聡）］

エンディングテーマ
「Andante」（第1話 - 第3話）
作詞 - 石川絵理 / 作曲 - 川崎里実 / 編曲 - 森谷敏紀 / 歌 - 星奏学院オーケストラ部［如月響也（福山潤）、如月律（小西克幸）、榊大地（内田夕夜）、水嶋悠人（水橋かおり）］
「Andante〜featuring 至誠館高校」（第4話 - 第6話）
歌 - 至誠館高校吹奏楽部［八木沢雪広（伊藤健太郎）、火積司郎（森田成一）、水嶋新（岸尾だいすけ）］
「Andante〜featuring 神南高校」（第7話、第8話）
歌 - 神南高校管弦楽部［東金千秋（谷山紀章）、土岐蓬生（石川英郎）、芹沢睦（細谷佳正）］
「Andante〜featuring 横浜天音学園高校」（第9話 - 第11話）
歌 - 横浜天音学園高校室内楽部［冥加玲士（日野聡）、天宮静（宮野真守）、七海宗介（増田ゆき）］
「Andante〜featuring All of Main Characters」（第12話）
歌 - 星奏学院オーケストラ部［如月響也（福山潤）、如月律（小西克幸）、榊大地（内田夕夜）、水嶋悠人（水橋かおり）］、至誠館高校吹奏楽部［八木沢雪広（伊藤健太郎）、火積司郎（森田成一）、水嶋新（岸尾だいすけ）］、神南高校管弦楽部［東金千秋（谷山紀章）、土岐蓬生（石川英郎）、芹沢睦（細谷佳正）］、横浜天音学園高校室内楽部［冥加玲士（日野聡）、天宮静（宮野真守）、七海宗介（増田ゆき）］

### 各話リスト
| 話数  | サブタイトル               | 脚本       | 絵コンテ | 演出             | 作画監督                                           |
| ----- | -------------------------- | ---------- | -------- | ---------------- | -------------------------------------------------- |
| Op.1  | はじまりのパルティータ     | 大知慶一郎 | 名取孝浩 | 片貝慎           | 大和田彩乃、松浦里美 橋本和紀、本間充              |
| Op.2  | 溜息とアヴェ・マリア       | 大知慶一郎 | 伊藤真朱 | 清水明           | 内原茂、服部憲知                                   |
| Op.3  | 実験はメロディ             | 藤咲あゆな | 名取孝浩 | 布施康之         | 阿部可奈子、臼田美夫 kim jung ho                   |
| Op.4  | 夏色のアインザッツ         | 藤咲あゆな | 左藤洋二 | 佐々木純人       | 永吉隆志、阿部可奈子 小畑賢、橋本和紀              |
| Op.5  | 英雄たちのアイーダ         | 大知慶一郎 | 片貝慎   | 片貝慎           | 大和田彩乃、鈴木彩乃 松下純子、松浦里美 臼田美夫   |
| Op.6  | 禁断のパッセージ           | 中瀬理香   | 於地紘仁 | 茉田哲明         | 羽野広範、臼田美夫 吉田肇、PARK GI-DUCK            |
| Op.7  | 彷徨いのラプソディ         | 國澤真理子 | 西田正義 | 清水明           | 内原茂、服部憲知                                   |
| Op.8  | 気高き薔薇のブリランテ     | 藤咲あゆな | 左藤洋二 | 山口頼房         | 片山みゆき、三浦菜奈 中村路之将                    |
| Op.9  | 咆哮のタランテラ           | 大知慶一郎 | 片貝慎   | 片貝慎           | 大和田彩乃、一居一平 松浦里美、鈴木彩乃            |
| Op.10 | 記憶のダ・カーポ           | 中瀬理香   | 西田正義 | 布施康之         | 大和田彩乃、阿部可奈子 横山じゅんいち、臼田美夫    |
| Op.11 | 愛憎のエレジー             | 國澤真理子 | 於地紘仁 | イワサキトモカズ | PARK GI-DUCK                                       |
| Op.12 | 青空のグランド・フィナーレ | 大知慶一郎 | 名取孝浩 | 関田修 久保太郎  | つなきあき、鈴木彩乃 大和田彩乃、一居一平 松浦里美 |

### 放送局
| 放送地域   | 放送局             | 放送期間                | 放送日時           | 放送系列       | 備考                                                        |
| ---------- | ------------------ | ----------------------- | ------------------ | -------------- | ----------------------------------------------------------- |
| 関東広域圏 | 日本テレビ         | 2014年4月5日 - 6月21日  | 土曜 25:50 - 26:20 | 日本テレビ系列 |                                                             |
| 日本全域   | 日テレオンデマンド | 2014年4月5日 - 6月21日  | 土曜 25:50 配信    | ネット配信     | 見逃しパック購入者限定（有料） 金曜日、土曜日は最新話無料。 |
| 日本全域   | バンダイチャンネル | 2014年4月11日 - 6月27日 | 金曜 12:00 更新    | ネット配信     |                                                             |
| 日本全域   | ニコニコチャンネル | 2014年4月11日 - 6月27日 | 金曜 12:00 更新    | ネット配信     |                                                             |
| 日本全域   | dアニメストア      | 2014年4月15日 - 7月1日  | 火曜 12:00 更新    | ネット配信     | 第1話・第2話を同時配信 見放題サービス利用者は全話見放題     |
| 兵庫県     | サンテレビ         | 2014年4月15日 - 7月1日  | 火曜 24:00 - 24:30 | 独立局         |                                                             |
| 日本全域   | BS日テレ           | 2014年4月16日 - 7月2日  | 水曜 26:30 - 27:00 | BS放送         |                                                             |
| 日本全域   | AT-X               | 2014年4月30日 - 7月16日 | 水曜 23:00 - 23:30 | CS放送         | リピート放送あり                                            |

### BD-BOX / DVD-BOX
2014年10月22日に豪華版（BD：VPXY-72934、DVD：VPBY-10995）、通常版（BD：VPXY-72935、DVD：VPBY-10996）が発売された。

## ラジオ
『内田夕夜・石川英郎の 金色のコルダ Blue♪Sky Radio』のタイトルで、2014年4月7日から6月30日まで文化放送 超!A&G+にて毎週月曜日18:30 - 19:00放送された。

## 音楽劇
音楽劇「金色のコルダ Blue♪Sky First Stage」
2015年9月4日 - 9月13日、全13公演
会場：全労済ホール／スペース・ゼロ
脚本・演出：吉谷光太郎
音楽劇「金色のコルダ Blue♪Sky Prelude of 至誠館」
2016年9月28日 - 10月2日、全8公演
会場：シアター1010
脚本：米山和仁、演出：吉谷光太郎
音楽劇「金色のコルダ Blue♪Sky Second Stage」
2016年12月8日 - 12月18日、全15公演
会場：全労済ホール／スペース・ゼロ
脚本：桜木さやか、演出：吉谷光太郎

|              | First Stage | Prelude of 至誠館 | Second Stage |
| 星奏学院     | 星奏学院    | 星奏学院          | 星奏学院     |
| ------------ | ----------- | ----------------- | ------------ |
| 如月響也     | 前山剛久    | -                 | 前山剛久     |
| 如月律       | 黒羽麻璃央  | -                 | 秋元龍太朗   |
| 小日向かなで | 伊藤梨沙子  | -                 | 栞菜         |
| 榊大地       | 小沼将太    | -                 | 小沼将太     |
| 水嶋悠人     | 高崎翔太    | -                 | 高崎翔太     |
| 至誠館高校   |             |                   |              |
| 八木沢雪広   | 谷佳樹      | 谷佳樹            | 谷佳樹       |
| 火積司郎     | 中村祐志    | 中村祐志          | -            |
| 水嶋新       | 小林涼      | 小林涼            | -            |
| 狩野航       | 富田大樹    | 富田大樹          | -            |
| 伊織浩平     | 小島ことり  | 小島ことり        | -            |
| 照辺一寿     | -           | 名倉周            | -            |
| 目時文吾     | -           | 石田周作          | -            |
| 阿藤啓太     | -           | 石井涼太          | -            |
| 江波紫音     | 反橋宗一郎  | 大平峻也          | -            |
| 長嶺雅紀     | -           | 輝馬              | -            |
| 神南高校     |             |                   |              |
| 東金千秋     | 碕理人      | 碕理人            | 碕理人       |
| 土岐蓬生     | 上田堪大    | 上田堪大          | 上田堪大     |
| 芹沢睦       | -           | -                 | 北川尚弥     |
| 天音学園高校 |             |                   |              |
| 冥加玲士     | -           | -                 | 井上正大     |
| その他       |             |                   |              |
| 火原和樹     | -           | 瀬戸祐介          | -            |
| 東金源一     | -           | -                 | 関口晴雄     |

アンサンブル
- Prelude of 至誠館 - 仲田祥司、池田謙信、吉田邑樹、山田諒、下村彩、中野みほ
- Second Stage - 下村彩、中野みほ、大野風雅、橋本大季、西村祐輝、西垣秀隆

演奏者
- First Stage - ヴァイオリン：桜田悟、西浦詩織／ヴィオラ：上津原早紀／チェロ：前嶋修光／トランペット：閏間健太、吉田綾子／ホルン：所村映李／トロンボーン：高瀬新太郎／チューバ：棚網遊太
- Prelude of 至誠館 - トランペット：閏間健太、永井綾子、田尻大喜／ホルン：所村映李／トロンボーン：高瀬新太郎／チューバ：棚網遊太／ヴァイオリン：桜田悟・西浦詩織
- Second Stage - ヴァイオリン：桜田悟、西浦詩織／ヴィオラ：上津原早紀／チェロ：前嶋修光／トランペット：閏間健太、横川創（※12月9日・10日のみ）／トロンボーン：高瀬新太郎／ピアノ：阿久津麗／ギター：宮里豊／パーカッション：野崎めぐみ、桜井愛姫（※12月14日のみ）